# Cerro Gordo (Illinois)
Cerro Gordo – wieś w Stanach Zjednoczonych, w stanie Illinois, w hrabstwie Piatt.